# جونجو دیکمن
جونجو دیکمن (انگلیسی: Jonjo Dickman؛ زادهٔ ۲۲ سپتامبر ۱۹۸۱) بازیکن فوتبال اهل بریتانیا است.
از باشگاه‌هایی که در آن بازی کرده‌است می‌توان به باشگاه فوتبال یورک سیتی، باشگاه فوتبال ساندرلند، و باشگاه فوتبال دارلینگتون اشاره کرد.